# Hubert Burda Media Tower
Der Hubert Burda Media Tower, auch Burda-Hochhaus genannt, ist ein 67 Meter hohes Verwaltungshochhaus und Hauptsitz des Medienkonzerns Hubert Burda Media in Offenburg. Das schlanke Hochhaus ist das höchste Hochhaus der Stadt und gilt als eines ihrer Wahrzeichen. In den Jahren 2002–2004 wurde das Haus grundlegend saniert und umgestaltet.

## Beschreibung
Das Bauwerk wurde Anfang der 2000er Jahre vollständig entkernt und grundlegend saniert. Am 20. September 2004 wurde die Wiedereinweihung begangen. Bei diesem Umbau erhielt das Gebäude zwei nach außen kragende zweischalige Glasfassaden, die einen zusätzlichen Innenraum geschaffen haben und eine natürliche Fenster- und Raumbelüftung ermöglichen. Die seitlichen Fassaden sind mit Metallpaneelen verkleidet. Die Außenfassade misst 2700 Quadratmeter und besteht aus einer eloxierter Verblechung. Die Stahlfassade ist beheizt.
Das höchste Stockwerk wurde ebenfalls grundlegend umgestaltet. Anstelle des Firmenschriftzugs oberhalb der alten Dachkante erhielt das Haus einen verglasten Konferenzbereich mit einem leicht gewölbten Dach. Durch diese Maßnahme nahm auch die Gesamthöhe des Hubert Burda Media Tower von ursprünglich rund 64 auf 67 Meter zu. Der Umbau wurde vom Architekten Christoph Ingenhoven mit seinem Büro Ingenhoven Overdiek und Partner aus Düsseldorf gestaltet.